# Castianeira zembla
Castianeira zembla är en spindelart som beskrevs av Reiskind 1969. Castianeira zembla ingår i släktet Castianeira och familjen flinkspindlar. Inga underarter finns listade i Catalogue of Life.